# Лукашевичі (Мядельський район)
Лукашевичі (біл. вёска Лукашевічы) — село в складі Мядельського району Мінської області, Білорусь. Село підпорядковане Свірській сільській раді, розташоване в північній частині області.